# José Antonio Momeñe
José Antonio Momeñe (Zierbena, 15 augustus 1940 - Barakaldo, 23 december 2010) was een Spaanse wielrenner.

## Levensloop en carrière
Momeñe was beroepsrenner van 1962 tot 1970 en won in zijn carrière onder meer de Ronde van Andalusië in 1962 en de Gran Premio de Llodio in 1967. Hij won een etappe in de Ronde van Italië en de Ronde van Spanje. In de Ronde van Frankrijk won hij 2 ploegentijdritten.

## Resultaten in voornaamste wedstrijden
| Jaar | Ronde van Italië | Ronde van Frankrijk | Ronde van Spanje |
| ---- | ---------------- | ------------------- | ---------------- |
| 1963 |                  |                     | 16e (1)          |
| 1964 |                  | opgave              | 8e               |
| 1965 |                  | 34e (1)             |                  |
| 1966 |                  | 4e (1)              | 5e               |
| 1967 |                  |                     |                  |
| 1968 | opgave (1)       |                     | 17e              |
| 1969 |                  |                     | 29e              |

(*) tussen haakjes aantal individuele etappeoverwinningen